# Fényeslitke
Fényeslitke är en ort i Ungern.   Den ligger i provinsen Szabolcs-Szatmár-Bereg, i den nordöstra delen av landet, 240 km öster om huvudstaden Budapest. Fényeslitke ligger 104 meter över havet och antalet invånare är 2 425.
Terrängen runt Fényeslitke är mycket platt, och sluttar västerut. Runt Fényeslitke är det ganska tätbefolkat, med 108 invånare per kvadratkilometer. Närmaste större samhälle är Kisvárda, 6,2 km söder om Fényeslitke. Omgivningarna runt Fényeslitke är en mosaik av jordbruksmark och naturlig växtlighet.